# Bistum Oruro
Das Bistum Oruro (lateinisch Dioecesis Orurensis, spanisch Diócesis de Oruro) ist eine in Bolivien gelegene römisch-katholische Diözese mit Sitz in Oruro. 

## Geschichte
Das Bistum Oruro wurde am 11. November 1924 durch Papst Pius XI. mit der Apostolischen Konstitution Praedecessoribus Nostris aus Gebietsabtretungen des Erzbistums La Plata o Charcas errichtet. Es ist dem Erzbistum Cochabamba als Suffraganbistum unterstellt.  

## Bischöfe von Oruro
- Abel Isidoro Antezana y Rojas CMF, 13. November 1924 – 16. Januar 1938, dann Bischof von La Paz
- Riccardo Chavez Alcazar, 27. Januar 1938 – 30. September 1949
- Berthold Bühl OFM, 26. Oktober 1951 – 17. Juni 1953
- Luis Aníbal Rodríguez Pardo, 17. Juni 1953 – 28. Juli 1956, dann Koadjutorbischof von Cochabamba
- Jorge Manrique Hurtado, 28. Juli 1956 – 27. Juli 1967, dann Erzbischof von La Paz
- René Fernández Apaza, 2. März 1968 – 21. November 1981, dann Koadjutorerzbischof von Sucre
- Julio Terrazas Sandoval CSsR, 9. Januar 1982 – 6. Februar 1991, dann Erzbischof von Santa Cruz de la Sierra
- Braulio Sáez García OCD, 7. November 1991 – 11. September 2003
- Krzysztof Białasik SVD, seit 30. Juni 2005